# Incidente Isshi

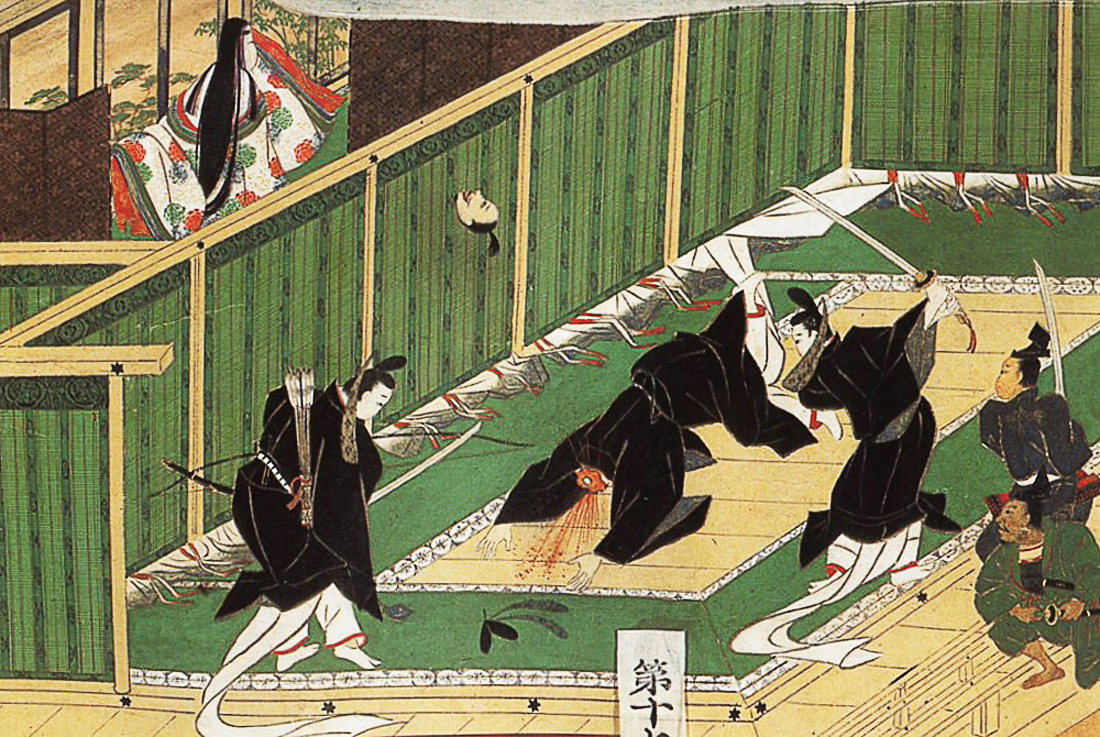
Representación del asesinato de Soga no Iruka del Rollo Tōnomine Engi, pintado durante el período Edo (-)

El incidente Isshi ( 乙巳 の 変 Isshi no Hen ) o el incidente de 645 toma su nombre del nombre zodiológico del año 645 durante el cual ocurrió un evento transformador en la historia imperial japonesa.
El incidente hace referencia al exitoso complot de Fujiwara no Kamatari, el príncipe Naka no Ōe y otros para eliminar la rama principal del Clan Soga, comenzando con el asesinato de Soga no Iruka.
El asesinato de Iruka tuvo lugar el 10 de julio de 645 ( fecha tradicional japonesa: duodécimo día del sexto mes de 645), durante una ceremonia en la corte en la que los monumentos de los Tres Reinos de Corea fueron leídos por Ishikawa no Maro a la Emperatriz Kōgyoku. El príncipe Naka había hecho elaborados preparativos, como cerrar las puertas del palacio, sobornar a varios guardias del palacio, esconder una lanza en el pasillo donde se realizaría la ceremonia y ordenar que cuatro hombres armados atacaran a Iruka. Sin embargo, cuando quedó claro que los cuatro hombres estaban demasiado asustados para cumplir con las órdenes, Naka no  Ōe se lanzó contra Iruka y le abrió la cabeza y el hombro. Iruka no murió de inmediato, y entretanto ordenó una investigación. 
El príncipe Naka no Ōe declaró su caso ante la emperatriz Kōgyoku, y cuando se retiró para considerar el asunto, los cuatro guardias finalmente atacaron a Iruka y completaron el asesinato. Poco después, el padre de Iruka, Soga no Emishi, se suicidó prendiendo fuego a su residencia. La conflagración destruyó la copia del manuscrito del Tennōki y muchos otros tesoros imperiales que habían sido custodiados por el Clan Soga. Fune no Fubitoesaka rápidamente agarró el Kokki de las llamas, salvandolo. Más tarde, se dice que se lo presentó a Naka no Ōe; pero no se conocen copias existentes de la obra.
La violencia se desarrolló en presencia de Kōgyoku. La Emperatriz respondió a este evento tratando de renunciar al trono. La sociedad japonesa durante el período Asuka fue sensible a los problemas de "contaminación", tanto espiritual como personal. Se consideraba que las muertes, especialmente las muertes violentas en estrecha proximidad física con la Emperatriz, se encontraban entre los peores actos de contaminación posibles, un hecho tan sorprendente que habría justificado días de reclusión en un proceso incierto que intentaba corregir lo que se habría interpretado como una especie de blasfemia.